# Leptomischus
Leptomischus  es un género con siete especies de plantas con flores perteneciente a la familia de las rubiáceas. 
Es nativo de los trópicos de Asia.

## Especies
- Leptomischus erianthus H.S.Lo (1998).
- Leptomischus funingensis H.S.Lo (1998).
- Leptomischus guangxiensis H.S.Lo (1998).
- Leptomischus modestus (Hook.f.) Deb (2001).
- Leptomischus parviflorus H.S.Lo (1986).
- Leptomischus primuloides Drake (1895).
- Leptomischus wallichii (Hook.f.) H.S.Lo (1993).